# Chahar Kent
Chahar Kent é uma cidade do Afeganistão, localizada na província de Balkh.